# باري ماكجي
باري ماكجي (بالإنجليزية: Barry McGee)‏ هو رسام أمريكي، ولد في 1966 في سان فرانسيسكو في الولايات المتحدة.